# Arcidiocesi di Jaro

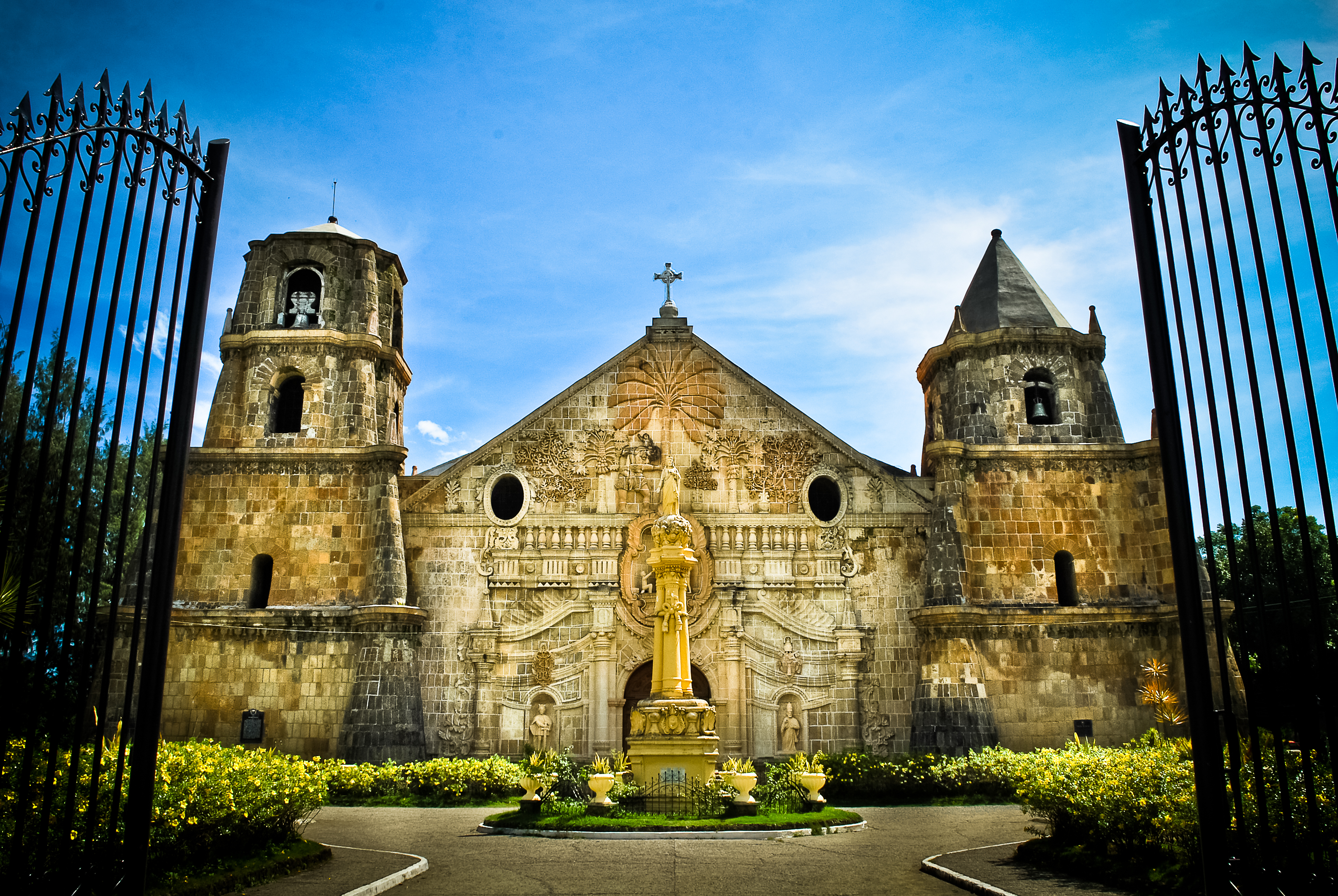
La chiesa di San Tomas de Villanueva, patrimonio dell'umanità dell'UNESCO.

L'arcidiocesi di Jaro (in latino Archidioecesis Iarensis o Sanctae Elisabeth) è una sede metropolitana della Chiesa cattolica nelle Filippine. Nel 2023 contava 3.082.540 battezzati su 3.708.350 abitanti. È retta dall'arcivescovo Midyphil Bermejo Billones.

## Territorio
L'arcidiocesi comprende le province filippine di Iloilo e di Guimaras. 
Sede arcivescovile è il borgo di Jaro parte del comune di Iloilo, dove si trova la cattedrale di Sant'Elisabetta d'Ungheria. A Miagao sorge la chiesa di San Tomas de Villanueva, patrimonio dell'umanità dell'UNESCO. 
Il territorio si estende su 5.023 km² ed è suddiviso in 95 parrocchie.

### Provincia ecclesiastica
La provincia ecclesiastica di Jaro, istituita nel 1951, comprende le seguenti suffraganee:
- la diocesi di Bacolod, eretta il 15 luglio 1932;
- la diocesi di San Jose de Antique, eretta come prelatura territoriale il 24 marzo 1962 ed elevata al rango di diocesi il 15 novembre 1982;
- la diocesi di Kabankalan, eretta il 30 marzo 1987;
- la diocesi di San Carlos, eretta il 30 marzo 1987.

La provincia ecclesiastica si estende sulle province civili filippine di Iloilo, Guimaras, Negros Occidental, Antique e Negros Oriental (in parte) nelle isole di Panay, Guimaras e Negros.

## Storia
La diocesi di Jaro fu eretta il 27 maggio 1865 con la bolla Qui ab initio di papa Pio IX, ricavandone il territorio dalla diocesi di Cebu (oggi arcidiocesi). Originariamente era suffraganea dell'arcidiocesi di Manila.
Il 10 aprile 1910 cedette una porzione del suo territorio a vantaggio dell'erezione della diocesi di Zamboanga (oggi arcidiocesi).
Il 15 luglio 1932 cedette un'altra porzione di territorio a vantaggio dell'erezione della diocesi di Bacolod.
Il 28 aprile 1934 entrò a far parte della provincia ecclesiastica dell'arcidiocesi di Cebu.
Il 2 luglio 1936 e il 27 gennaio 1951 cedette ulteriori porzioni di territorio a vantaggio dell'erezione rispettivamente della prefettura apostolica di Mindoro (oggi vicariato apostolico di Calapan) e della diocesi di Capiz (oggi arcidiocesi).
Il 29 giugno 1951 la diocesi è stata elevata al rango di arcidiocesi metropolitana con la bolla Quo in Philippina di papa Pio XII.
Il 24 marzo 1962 ha ceduto ancora una porzione di territorio a vantaggio dell'erezione della prelatura territoriale di San Jose de Antique (oggi diocesi).

## Cronotassi dei vescovi
Si omettono i periodi di sede vacante non superiori ai 2 anni o non storicamente accertati.
- Mariano Cuartero y Medina, O.P. † (20 settembre 1867 - 16 luglio 1884 deceduto)
- Leandro Arrúe Agudo, O.A.R. † (27 marzo 1885 - 24 ottobre 1897 deceduto)
- Andrés Ferrero Malo, O.A.R. † (24 marzo 1898 - 27 ottobre 1903 dimesso)
- Frederick Zadok Rooker † (12 giugno 1903 - 20 settembre 1907 deceduto)
- Dennis Joseph Dougherty † (19 aprile 1908 - 6 dicembre 1915 nominato vescovo di Buffalo)
- Maurice Patrick Foley † (6 settembre 1916 - 7 agosto 1919 deceduto)
- James Paul McCloskey † (8 marzo 1920 - 10 aprile 1945 deceduto)
- José Maria Cuenco † (24 novembre 1945 - 8 ottobre 1972 deceduto)
- Jaime Lachica Sin † (8 ottobre 1972 succeduto - 21 gennaio 1974 nominato arcivescovo di Manila)
- Artemio Gabriel Casas † (11 maggio 1974 - 25 ottobre 1985 dimesso)
- Alberto Jover Piamonte † (2 aprile 1986 - 17 dicembre 1998 deceduto)
- Angel Nacorda Lagdameo † (11 marzo 2000 - 14 febbraio 2018 ritirato)
- Jose Romeo Orquejo Lazo (14 febbraio 2018 - 2 febbraio 2025 ritirato)
- Midyphil Bermejo Billones, dal 2 febbraio 2025

## Statistiche
L'arcidiocesi nel 2023 su una popolazione di 3.708.350 persone contava 3.082.540 battezzati, corrispondenti all'83,1% del totale.
| anno | popolazione | popolazione | popolazione | presbiteri | presbiteri | presbiteri | presbiteri                | diaconi | religiosi | religiosi | parrocchie |
| anno | battezzati  | totale      | %           | numero     | secolari   | regolari   | battezzati per presbitero | diaconi | uomini    | donne     | parrocchie |
| ---- | ----------- | ----------- | ----------- | ---------- | ---------- | ---------- | ------------------------- | ------- | --------- | --------- | ---------- |
| 1950 | 1.347.600   | 1.575.800   | 85,5        | 204        | 174        | 30         | 6.605                     |         | 8         | 124       | 121        |
| 1970 | 997.882     | 1.231.527   | 81,0        | 176        | 115        | 61         | 5.669                     |         | 65        | 109       | 66         |
| 1980 | 1.246.000   | 1.392.000   | 89,5        | 151        | 112        | 39         | 8.251                     |         | 44        | 424       | 72         |
| 1990 | 1.487.000   | 1.660.000   | 89,6        | 184        | 139        | 45         | 8.081                     |         | 64        | 454       | 77         |
| 1999 | 1.817.700   | 1.954.517   | 93,0        | 212        | 154        | 58         | 8.574                     |         | 99        | 408       | 85         |
| 2000 | 1.854.054   | 1.993.607   | 93,0        | 219        | 167        | 52         | 8.466                     |         | 94        | 427       | 85         |
| 2001 | 1.889.144   | 2.053.418   | 92,0        | 221        | 171        | 50         | 8.548                     |         | 86        | 415       | 86         |
| 2002 | 1.945.818   | 2.115.020   | 92,0        | 222        | 172        | 50         | 8.764                     |         | 90        | 415       | 86         |
| 2003 | 2.004.192   | 2.178.470   | 92,0        | 216        | 172        | 44         | 9.278                     |         | 75        | 421       | 88         |
| 2004 | 2.054.296   | 2.232.931   | 92,0        | 211        | 167        | 44         | 9.736                     |         | 84        | 327       | 88         |
| 2006 | 2.104.402   | 2.287.393   | 92,0        | 229        | 179        | 50         | 9.189                     |         | 138       | 494       | 92         |
| 2013 | 2.460.470   | 2.867.713   | 85,8        | 253        | 168        | 85         | 9.725                     |         | 119       | 373       | 92         |
| 2016 | 2.641.965   | 3.177.462   | 83,1        | 256        | 173        | 83         | 10.320                    |         | 121       | 523       | 92         |
| 2019 | 2.956.604   | 3.520.667   | 84,0        | 244        | 172        | 72         | 12.117                    |         | 110       | 499       | 93         |
| 2021 | 3.010.000   | 3.621.000   | 83,1        | 228        | 166        | 62         | 13.201                    |         | 87        | 346       | 94         |
| 2023 | 3.082.540   | 3.708.350   | 83,1        | 158        | 158        |            | 19.509                    |         | 25        | 346       | 95         |